# Rik Wouters
Hendrik Emil (Rik) Wouters (Mechelen, 1882. augusztus 21. – Amszterdam, 1916. július 11.) belga festőművész és szobrász, a fauvizmus egyik jelentős  képviselője.

## Élete és művészete

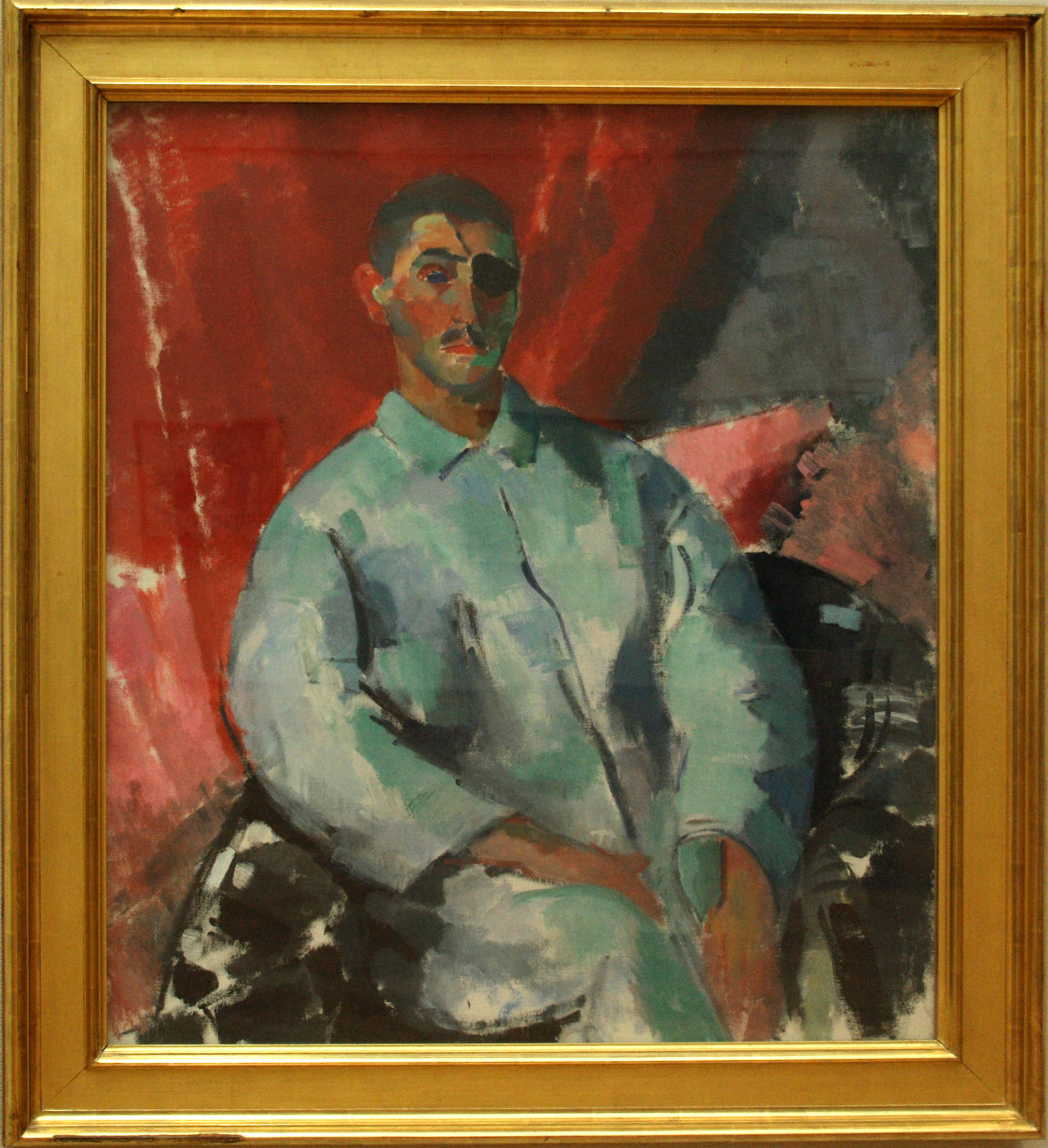
Önarckép fekete kötéssel

Hatéves korában elvesztette édesanyját. 12 évesen már dolgozni kezdett apja asztalosműhelyében, ahol faszobrászattal is foglalkozott.
1897-ben a mecheleni akadémián járt kurzusokra, majd 1900-tól a brüsszeli Királyi Szépművészeti Akadémián folytatta tanulmányait. Itt ismerkedett meg későbbi feleségével, Nellel (Hélène Duerinckx), aki modell volt. 1905. április 15-én házasodtak össze.
Brüsszel közelében, Watermaal-ban telepedtek le, de anyagilag nehéz körülmények közé kerültek. Később Mechelenbe költöztek Wouters apjához, de ott sem sokáig bírták a családi nézeteltérések miatt. 1907-ben Bosvoorde-ban, a Zoniënwoud nevű erdő szélén telepedtek le, elsősorban Nel tüdőbajának ápolása érdekében. A környező táj Rik Wouters több képének témája lett.
1907-ben formázta meg barátjának, Edgard Tytgatnak a mellszobrát gipszből, de nem volt pénzük annak bronzba öntésére. Erre csak jóval később került sor; a szobor ma a brüsszeli Királyi Szépművészeti Múzeum egyik büszkesége.
Első sikerei közé tartozott, amikor a Godecharle pályázaton díjat nyert „Álmodozás” című szobrával. Festői munkássága kezdetén erősen James Ensor hatása alatt volt, az ő stílusában festett csendéleteket és enteriőröket. Rengeteg képet, tanulmányt festett, leginkább kartonra, mert a vászon túl drága volt a számára. Anyagi helyzete 1911-től fordult valamelyest jobbra, amikor a brüsszeli Giroux galéria - az első belga művészként - szerződést kötött vele. A következő években e szerződésnek megfelelve ontotta magából a műveket, de nem csak mennyiségileg, hanem minőségi értelemben is a tragikusan rövid karrierje csúcsára érkezett. Állandó modellje volt felesége, például az itt látható „Háztartási gondok” című szobrának is ő állt modellt. Ekkor alkotta híressé vált szobrát James Ensorról is.
1914-ben már önálló kiállítást szervezett számára a galéria, de hamarosan kitört a háború, és behívták katonának. Liège mellett fogságba esett, de megszökött, majd a semleges Hollandiába menekült.
Hamarosan azonban megtámadta állkapcsát a végzetes betegség, a rák. Felesége utána költözött Amszterdamba és gondosan ápolta. Wouters még két kiállítást rendezett a holland fővárosban. Az első mutatta be „Önarckép fekete kötéssel” című képét, amelyen megörökítette súlyos szemműtétének nyomát. A további operációk sem segítettek rajta, és 1916-ban, 34 éves korában meghalt. Felesége 1971-ben hunyt el.
Művei többek között a brüsszeli és az antwerpeni királyi szépművészeti múzeumokban, a brüsszeli Charlier Múzeumban, Liège-ben, Oostende-ben, valamint szülővárosában, Mechelenben vannak kiállítva.

## Galéria

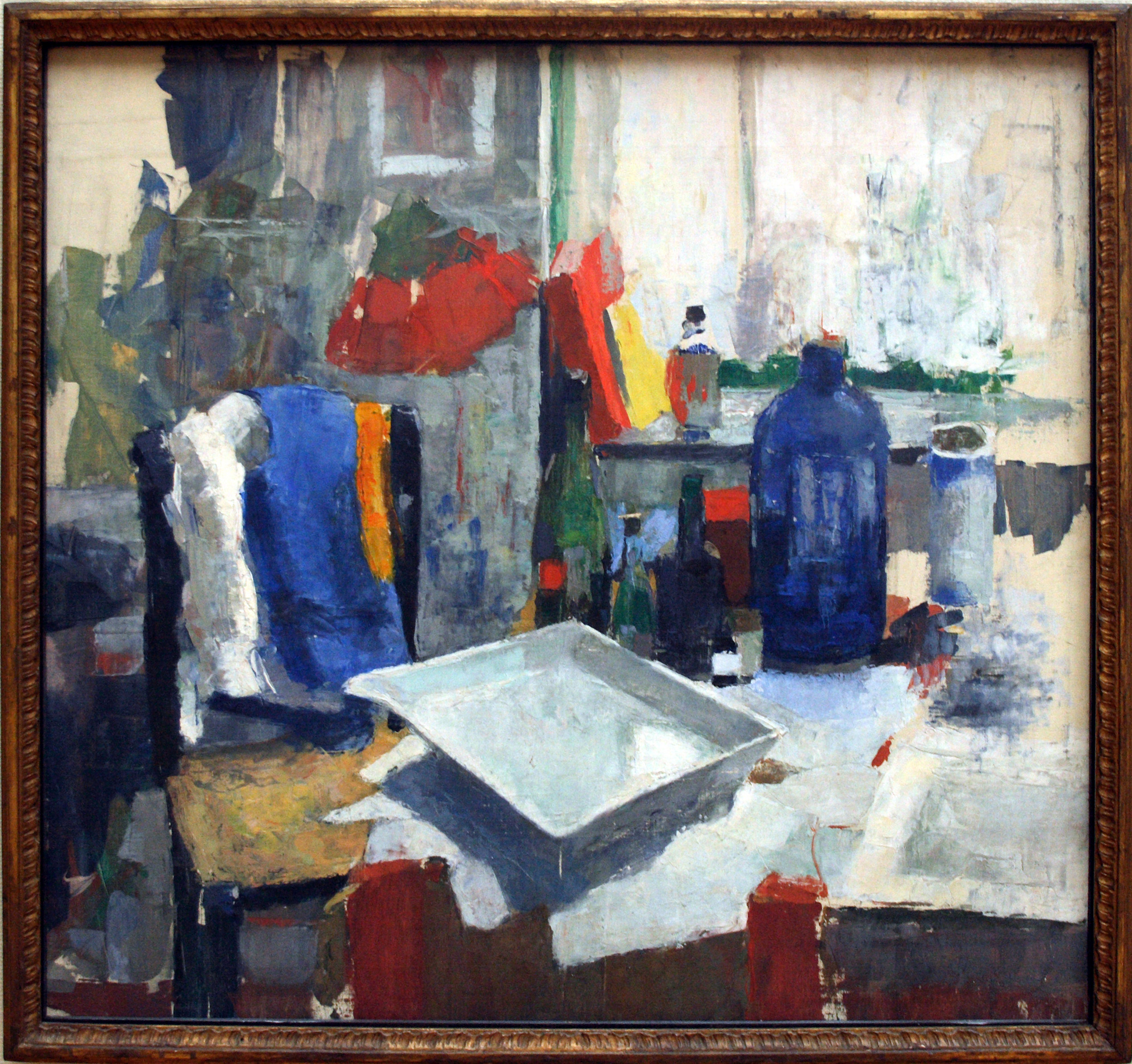
Étkezőasztal, 1908
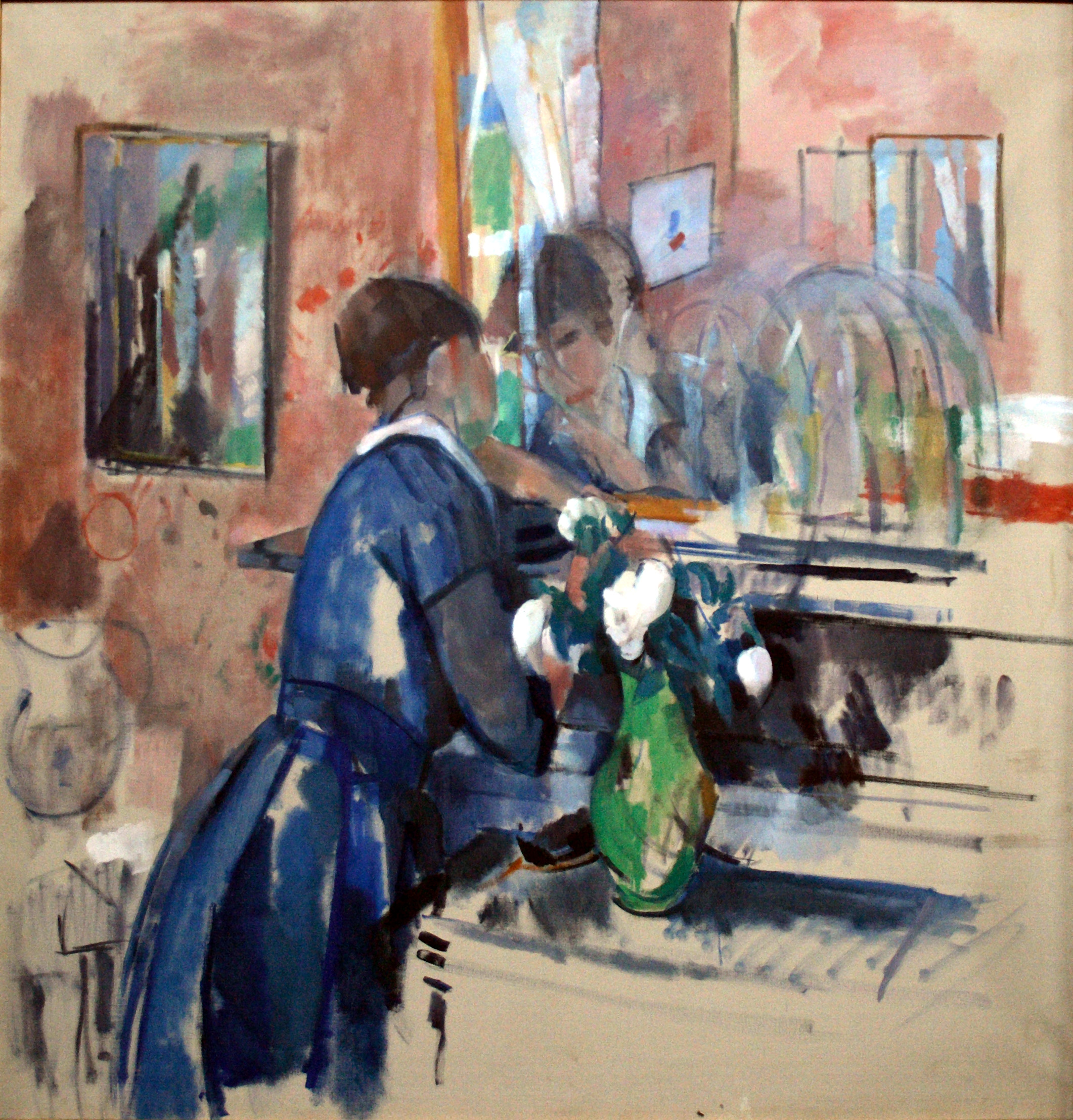
Hölgy kékben, tükör előtt, 1914
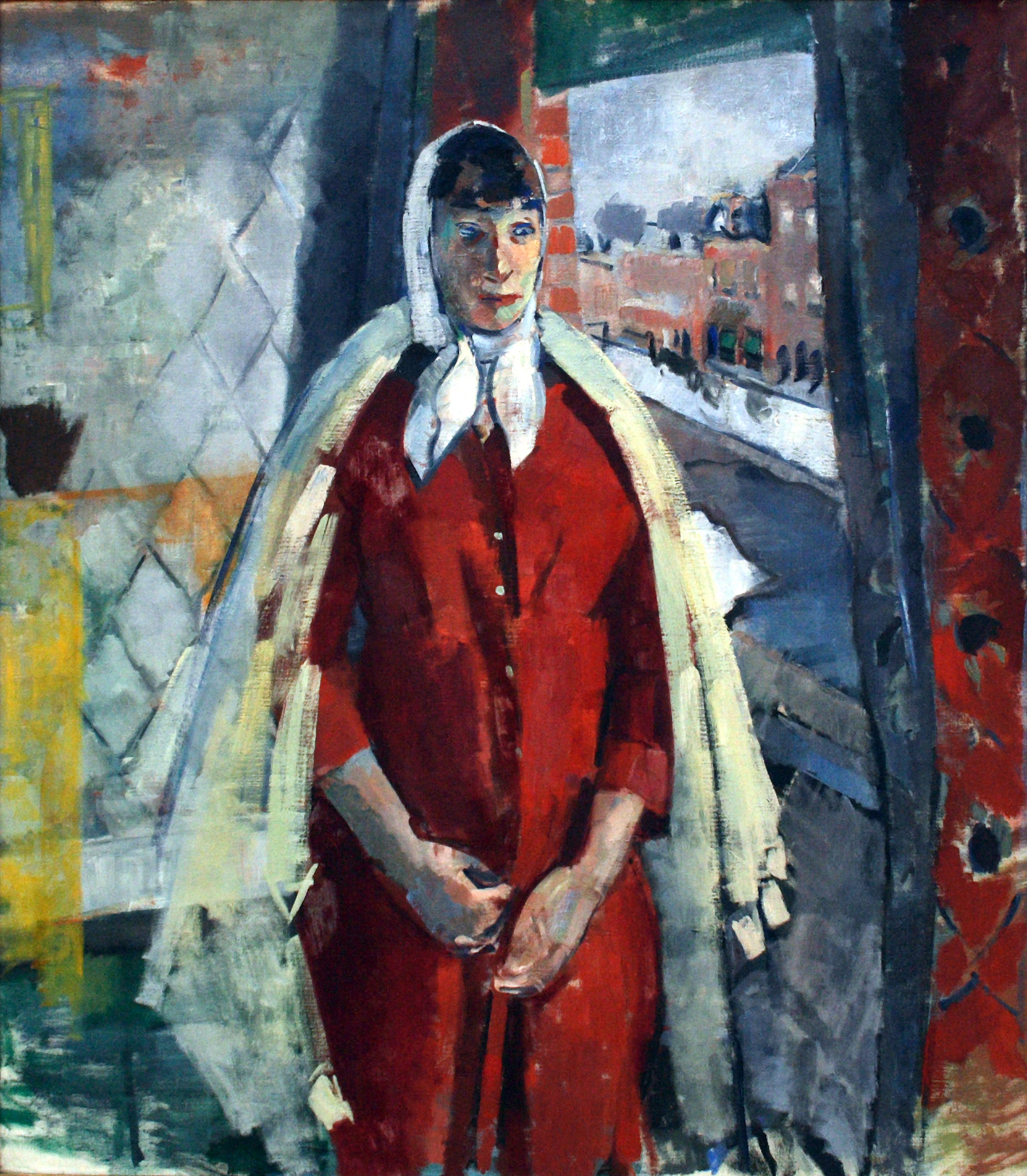
Asszony az ablaknál, 1915
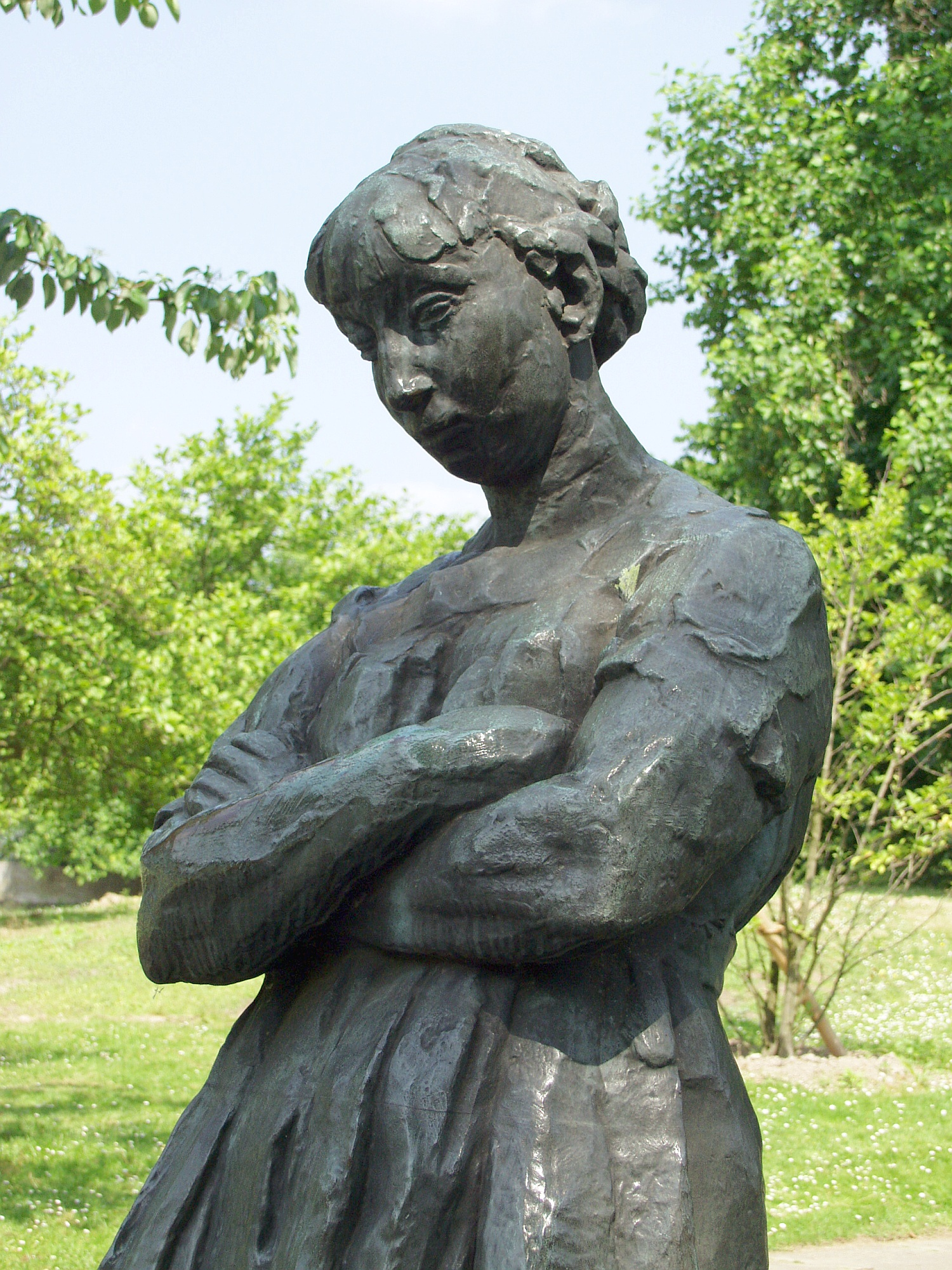
Háztartási gondok, 1913-14 -  a kölni Rajna-parton álló szobor részlete